# Palaeorhiza parvula
Palaeorhiza parvula är en biart som beskrevs av Hirashima 1981. Palaeorhiza parvula ingår i släktet Palaeorhiza och familjen korttungebin. Inga underarter finns listade i Catalogue of Life.